# Fylgja
Dans la mythologie scandinave fylgja désigne le placenta, les membranes qui suivent l'expulsion du nouveau-né, et, symboliquement, la figure tutélaire, l'esprit, le double qui suit un homme et même un clan.
Dans un premier sens, plus ancien, la fylgja désigne l'âme, le moi qui s'émancipe de son enveloppe corporelle. Il s'agit d'un dédoublement spirituel, même si elle prend forme animale. L'individu peut la voir (en rêve ou dans un état modifié de conscience) bien qu'il soit de mauvais augure de voir la sienne propre.
Claude Lecouteux désigne la fylgja comme un double psychique ayant des fonctions tutélaires.

## Étymologie et origine
Le mot fylgja signifie » accompagner », comme dans le folklore irlandais Fetch. Il peut également signifier « placenta » ce qui signifie que l'expulsion placentaire et la fylgja sont liés. Dans certains cas, la fylgja peut prendre la forme de l'animal qui se manifeste lors de la naissance d'un bébé ou de la créature qui mange le placenta. Dans certains ouvrages et sagas, les fylgjur peuvent prendre la forme de souris, de chiens, de renards, de chats, d'oiseaux de proie ou de charognards, car ce sont des animaux qui mangent généralement ces placenta.

## Description

### La fylgja animale
D'après Catharina Raudvere :
La fylgja animale était une image symbolique mettant en avant les qualités intérieures de son propriétaire, une caractérisation symbolique constante. En tant que métaphore, la fylgja en dit long sur la personne qu'elle suit. La force, un esprit mauvais, ou une position sociale étaient visualisés dans l'image d'un ours, d'un loup ou d'un aigle. La forme de l'animal n'était pas censée varier dans le temps et devait donc être facile à identifier. Dans les textes, les fylgjur apportent un avertissement ou un conseil. Le fylgja animale est décrite comme apparaissant devant son propriétaire, souvent en rêve, et donnant des indications sur les événements à venir. Il s'agit donc d'une représentation de l'avenir lui-même, et non du caractère d'une personne. Comme le destin d'une personne, la fylgja n'est pas modifiable, elle ne peut pas s'améliorer ni agir sur ses acquis. La fylgja animale fonctionne, comme le dit Else Mundal, comme un miroir. L'identité des deux est absolue et donc la mort de la fylgja prédit aussi la mort de son propriétaire. 

### Forme féminine de la fylgja
La femme fylgja, la fylgjukona, est celle qui protège l'individu, se rapprochant de l'ange-gardien, mais aussi d'une famille. Elle est liée au culte des Dises, évoquant les dhisanas védiques, déesses de la fertilité et de la fécondité, mais aussi du destin[réf. nécessaire].
Tout comme la forme animale de la fylgja est liée à l'idée d'un destin personnel, lorsqu'elle apparaît sous la forme d'une femme, la fylgja est parfois indiscernable des autres esprits féminins associés au destin, comme les Nornir et les Valkyrjar..
Lecouteux a décrit comment la fonction de la femme fylgja (qui n'est pas différente de sa forme animale) est la protection et la guidance.
Raudvere se fait l'écho de l'interprétation selon laquelle la femme fylgja est liée aux idées de protection et de destin. Elle parle également d'une fylgja comme étant parfois considérée comme la matriarche protectrice de toute une lignée familiale, plutôt qu' appartenir à une seule personne.

### La fylgia comme double
D'après Claude Lecouteux la fylgja « est en quelque sorte le double de l'individu, comparable au Ka égyptien et à l'eidolon grec, une sorte d'ange gardien prenant la forme d'une entité féminine ou d'un animal protégeant la famille ou la personne qu'elle a adoptée ». C'est un être tutélaire dont la fonction est la protection et la prédiction. Il se manifeste aux vivants pendant les rêves. En dehors de ceux-ci, la vision de la fylgja signifie la mort. Si elle prend congé de son protégé, celui-ci meurt également. Un homme peut avoir également plusieurs esprits tutélaires.
La fylgja ne disparait pas avec celui auquel elle s'est attachée, témoignant de son indépendance par rapport à l'être humain[réf. nécessaire].
Selon Ernst Ludwig Rochholz, qui s'est particulièrement intéressé à l'ange gardien, la croyance que la fylgja quitte celui qui la voit et lui ôte aussi la vie est en rapport avec les contes de Mélusine, de la Dame blanche, d'Orphée.

## Fonction des fylgjur
On dit que la fylgja animale apparaît devant son propriétaire, souvent en rêve, et offre des présages d'événements à venir. En tant que telle, elle est une représentation de l'avenir lui-même, et non du caractère d'une personne. Comme le destin d'une personne, la fylgja n'est pas modifiable, ni ne peut s'améliorer ou agir par elle-même.
Les fylgjur peuvent également « marquer les transformations entre l'homme et l'animal » ou le changement de forme. Dans la Saga d'Egil, il est fait référence à la transformation d'Egil et de Skallagrim en loups ou en ours, et il existe des exemples de changement de forme dans la Saga du roi Hrolf Kraki, où Bödvar Bjarki se transforme en ours lors d'une bataille en guise de dernier recours. Ces transformations sont peut-être sous-entendues dans les descriptions de la saga des berserker qui se transforment en animaux ou font preuve de capacités bestiales.Gabriel Turville-Petre cite de multiples exemples où la fylgja d'un sorcier maléfique ou d'un sorcier est un renard, parce que l'image est sournoise et cache quelque chose, ou la fylgja d'un ennemi est un loup. Dans The Story of Howard the Halt [Hárvarðar saga Ísfirðings], le personnage d'Atli rêve de dix-huit loups courant vers lui avec une renarde comme chef. En fin de compte, le rêve présage qu'Atli sera attaqué par une armée avec un sorcier au front.

## Parallèles
Tant Andy Orchard que Rudolf Simek notent des parallèles entre le concept de hamingja - une personnification de la fortune d'une famille ou d'un individu - et la fylgja. Un exemple d'une telle situation se trouve dans Gisli Surrson's Saga où le personnage principal, Gisli, reçoit la visite de deux belles femmes, l'une qui essaie d'apporter la bonne fortune et l'autre qui essaie de l'orienter vers la violence. Ces deux femmes pourraient représenter les ancêtres féminins des liens familiaux de Gisli, comme les liens entre sa femme Aud et sa sœur Thordis, liés à l'idée des Hamingja et des Dís.

## Dans la fiction moderne
Dans la trilogie de Philip Pullman, A la croisée des mondes, les gens d'un des mondes parallèles qui apparaissent sont accompagnés de leur démon, la personnification de leur âme, sous la forme d'un animal selon le caractère de la personne. Ils présentent donc une grande ressemblance avec les fylgjur.
Les lecteurs des travaux de Pullman ont également comparé les démons aux nahuals dans la culture aztèque.